# Tomita Tsuneo (Autor)

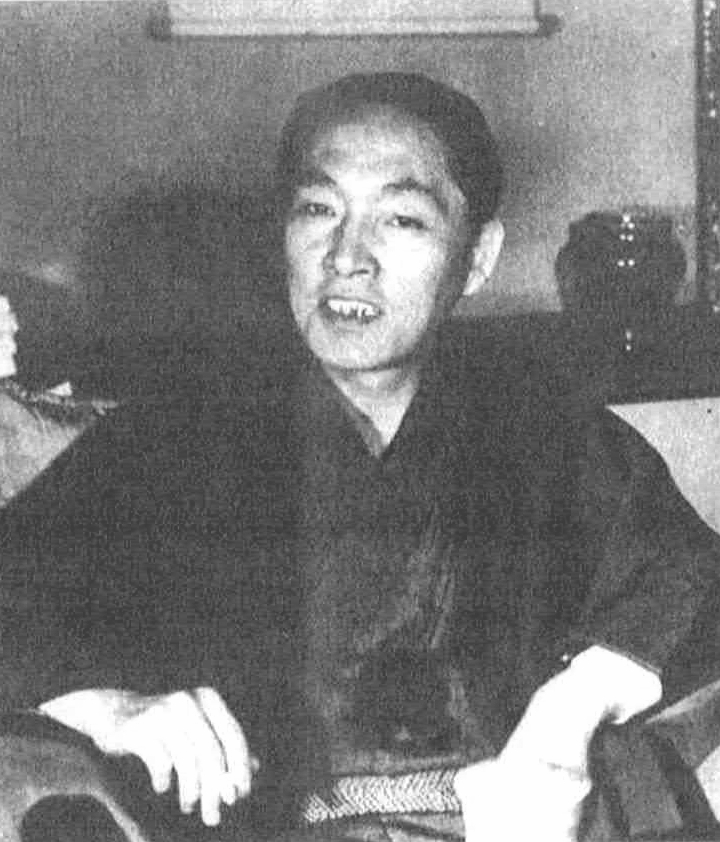
Tomita Tsuneo

Tomita Tsuneo (japanisch 富田 常雄; geboren 1. Januar 1904 in Tokio; gestorben 16. Oktober 1967 ebenda) war ein japanischer Schriftsteller.

## Leben und Wirken
Tomita Tsuneo wurde als Sohn von Tomita Tsunejirō (富田 常次郎; 1865–1937), einem bekannten Judoka, geboren. Bereits in der Grund- und Mittelschule schrieb er Theaterstücke und Romane. Nach seinem Abschluss an der Handelswissenschaftliche Fakultät der Meiji-Universität 1927 nahm an der „Neuen Theaterbewegung“ (新劇運動) teil und wurde Mitglied der Theatertruppe „Kokoro-za“ (心座) unter der Leitung von Funahashi Seiichi (1904–1976) und Murayama Tomoyoshi (1901–1977). 1942 veröffentlichte er „Sugata Sanshirō“ (姿 三四郎), einen Roman über eine Person, die Schülern seines Vaters, Wunderkinder der Kampfkünste, nachempfunden war.
Nach dem Zweiten Weltkrieg erschienen 1947 „Irezumi“ (刺青) – „Tätowierung“ und 1948 „Men“ (面) – „Maske“, für die Tomita mit dem Naoki-Preis ausgezeichnet wurde. Von 1951 bis 1955 erschien sein spannender Historienroman „Benkei“ (弁慶) über den Kriegermönch Musashibō Benkei als Serie der Zeitung „Tōkyō Shimbun“ (東京新聞), womit er bekannt wurde. Er verfasste eine Reihe weiterer historischer Romane, so erschien 1954 „Tomoe Gozen“, der eine weibliche Kriegerin diese Namens zum Thema hat.
Werke wie „Yuki mochi zasa“ (雪もち笹) – „Bambusgras unter Schnee“ 1950 und „Hyottoko“ (ひょっとこ), der Title bedeutet "Maske einer komischen Figur", 1960, und „Yawara“ (柔), das Zeichen steht für Judo, 1964 bis 1965, sind weitere Werke, die das Können des Autors als Romanautor unter Beweis stellen. In seinen letzten Romanen nimmt er noch einmal das Thema Judo auf. Insgesamt publizierte Tomita etwa 80 Romane, von denen viele verfilmt oder zu Fernseh-Dramen wurden.
Seit den 1950er Jahren engagierte Tomita sich auch als Besitzer von Rennpferden. Seine Pferde nannte er nach seinem Romanheld Sugata Sanshirō „Sugata“. Eins seiner besten Pferde, „Mineno Sugata“, errang insgesamt 10 Siege.